# Kannus
Kannus is een gemeente en stad in de Finse provincie West-Finland en in de Finse regio Centraal-Österbotten. De gemeente heeft een landoppervlakte van 468,04 km² en telt 5.352 inwoners (2022).

## Geboren
- Teemu Kattilakoski (16 december 1977), langlaufer

Halsua · Kannus · Kaustinen · Kokkola · Lestijärvi · Perho · Toholampi · Veteli
Voormalige gemeenten:
Himanka · Kaarlela · Kälviä · Lohtaja · Ullava · Öja